# Scythropochroa puripennis
Scythropochroa puripennis är en tvåvingeart som beskrevs av Edwards 1928. Scythropochroa puripennis ingår i släktet Scythropochroa och familjen sorgmyggor. Inga underarter finns listade i Catalogue of Life.